# Hora de Azerbaiyán

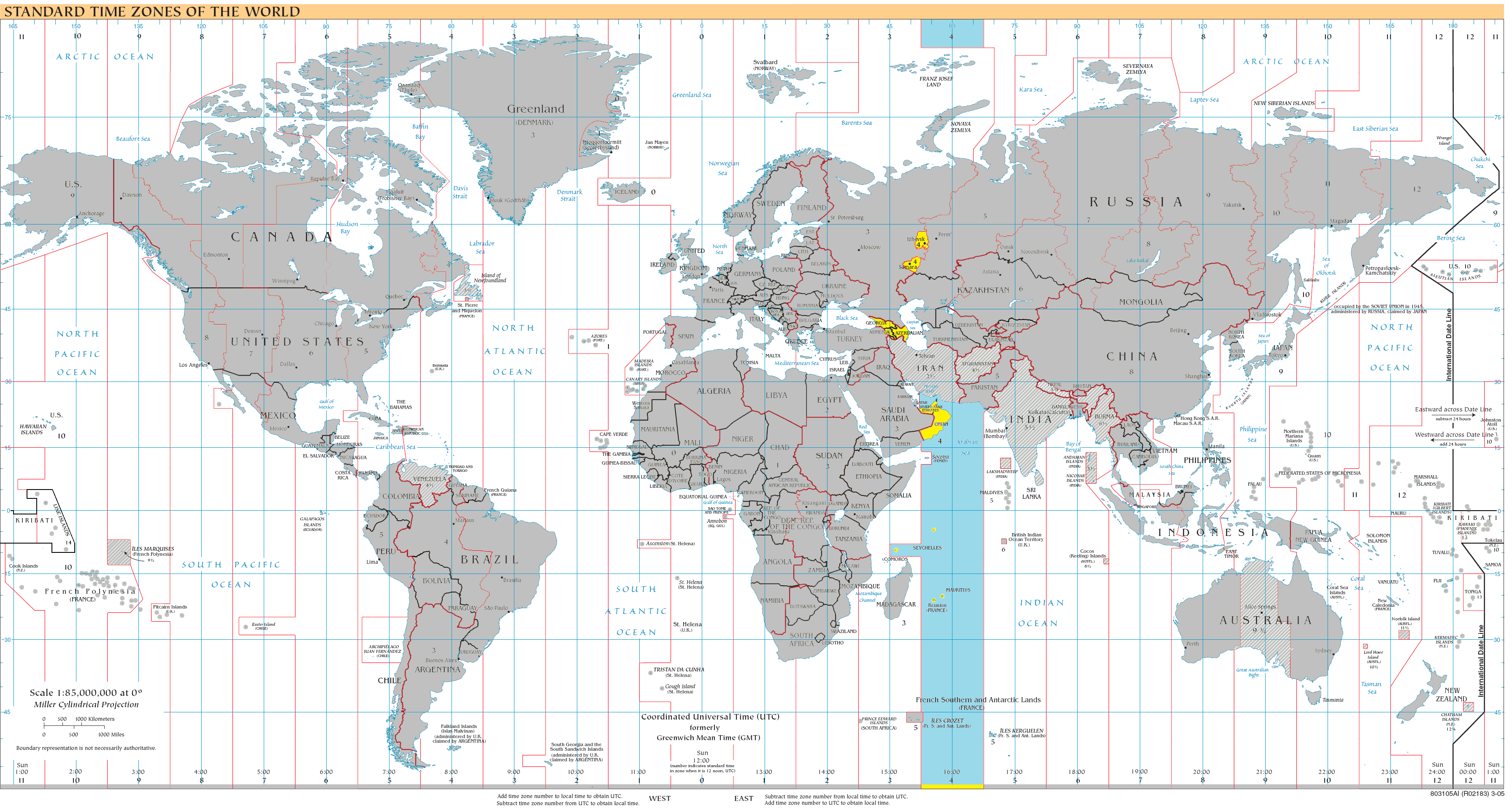
UTC+04:00, huso horario utilizado por Azerbaiyán.

La Hora de Azerbaiyán (en azerí: Azərbaycanda vaxt ), abreviado como AZT, es la zona horaria estándar en Azerbaiyán, cuatro horas adelante del meridiano de greenwich (UTC+04:00). El ajuste del horario de verano, horario de verano de Azerbaiyán (AZST), se adelantó una hora a UTC+05:00 y se introdujo en el año 1997, suspendiéndose en marzo de 2016.